# 九龍區專線小巴52線
九龍區專線小巴52線是香港一條來往竹園南邨及新蒲崗康強街，由歷泰有限公司營運。

## 歷史
於1986年8月1日起投入服務，主要方便竹園南邨、天馬苑一帶居民往來新蒲崗工業區上下班。

## 收費
- 全程收費：$5.7

## 行車路線
- 新蒲崗方向，駛經：銀竹里，彩竹街，竹園道，馬仔坑道，黃大仙道，沙田坳道，鳳德道，蒲崗村道，彩虹道，大有街，爵祿街及康強街。
- 竹園方向，駛經：康強街，崇齡街，爵祿街，大成街，東頭村道，鳳舞街，馬仔坑道，竹園道，彩竹街及銀竹里。

## 用車
此路線需使用7輛小巴提供服務。最繁忙一小時每方向合共載客量不少於240人。而此路線所有用車均為19座位豐田Coaster（7LL）。
於2018年6月，此路線其中兩輛歐盟四型6DL小巴（車牌為DD6828及DF589）被改裝為19座小巴。於2018年10月，餘下的一輛歐盟四型6DL小巴（車牌：NF5532）亦被改裝為19座小巴。但因應政府資助更換歐盟四型柴油商業車資助計劃，該三輛小巴現已更換為7LL，成為全港首批非交通意外而退役的19座小巴。
於2019年6月，此路線加入首輛第七代豐田Coaster石油氣小巴（車牌：LJ8628）行走，為此路線第一次引入石油氣小巴；同年再引入兩輛同型號新車。
| 車牌   | 代數      | 備註        |
| ------ | --------- | ----------- |
| DD6828 | 2021年7LL |             |
| DE8782 | 2021年7LL | 需行走53M線 |
| DF589  | 2021年7LL |             |
| LJ5951 | 2019年7LL |             |
| LJ7967 | 2019年7LL |             |
| LJ8628 | 2019年7LL |             |
| NF5532 | 2021年7LL |             |

而假日亦會調派此線用車行走51M線。

## 服務時間
- 每日06:30-22:30提供服務，平日4-12分鐘一班，星期日及公眾假期則為12分鐘一班。

## 外部連結
- 小巴薈：九龍區專線小巴52線 （页面存档备份，存于）